# Scanie danoise
 (février 2021).
Si vous disposez d'ouvrages ou d'articles de référence ou si vous connaissez des sites web de qualité traitant du thème abordé ici, merci de compléter l'article en donnant les références utiles à sa vérifiabilité et en les liant à la section « Notes et références ».

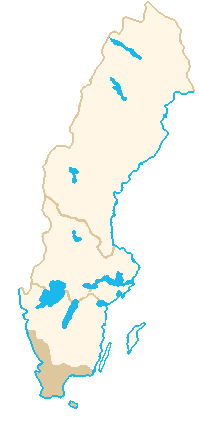
Situation du Skåneland en Suède

La Scanie danoise est le nom que l'on donne à la Scanie lorsqu'elle était une province danoise, jusqu'en 1658, date à laquelle elle a été cédée à la Suède. Contrairement à la province historique de Scanie ou au Comté de Scanie, deux entités avec lesquelles il ne faut pas la confondre, elle comprenait les comtés actuels de Blekinge et de Halland en plus de celui de Scanie à proprement parler.

## Histoire

### La domination danoise
Le nom latin terra Scaniae était utilisé au Moyen Âge comme appellation pour les provinces orientales du Danemark. À cette époque, de denses forêts isolaient la Scanie du reste de la Suède, alors que la communication par bateau avec le Danemark était facile. Cela en faisait donc une province naturelle du Royaume de Danemark.
Selon Adam de Brême, qui visita le Danemark et la Suède au XIe siècle, la Scanie était la province la plus riche et la plus importante du Danemark. Dès 1104, l'archevêque de Danemark siégeait d'ailleurs à Lund, en Scanie. C'est également là que la première université danoise fut fondée, en 1425 : l'académie de Lund.
Les premiers historiens danois, qui écrivaient au XIIe siècle, croyaient que le Royaume de Danemark existait depuis le roi Dan, dans un passé reculé. Des sources du VIIIe siècle mentionnent effectivement l'existence du Danemark. Les sources franques du IXe siècle mentionnent également l'existence du royaume des Danois ; mais pour ces sources, le mot Danemark se réfère uniquement à la Scanie. Danemark signifie en effet « frontière des Danois », et c'est bien la Scanie qui était la zone frontière du royaume. Certains historiens pensent que durant le XIe et le XIIe siècles, la Scanie a été rattachée par moments à la Suède.
Entre 1335 et 1360, la Scanie a été brièvement rattachée à l'union suédo-norvégienne, le pouvoir central danois s'étant effondré. Le roi Magnus VII de Norvège portait alors le titre de rex Suecie, Norwegie et Scanie.
La Scanie est ensuite redevenue danoise et elle le resta jusqu'en 1658. Au XVIe et au XVIIe siècles, elle fut le théâtre de nombreuses batailles entre troupes suédoises et danoises, qui s'affrontaient notamment pour le contrôle des détroits entre la Mer Baltique et la Mer du Nord.
La Suède et le Danemark se sont affrontés dans cinq guerres entre 1523 et 1658. Lors de la cinquième, qui se conclut par le traité de Roskilde, le Danemark dut céder la Scanie.

### La lente assimilation à la Suède
Après le Traité de Roskilde de 1658, la Suède obligea les Scaniens à adopter les coutumes et les lois suédoises, et ce en contradiction avec les termes mêmes du traité. Le Suédois devint la seule langue autorisée dans la liturgie religieuse et à l'école et les livres en danois furent interdits. Tous les membres de l'administration et du clergé devaient par ailleurs être suédois. L'Université de Lund fut rouverte en 1666, en suédois, et les Scaniens n'eurent pas le droit d'aller étudier à Copenhague avant le XIXe siècle.
La population fut d'abord opposée à ces réformes et la Suède dut lutter contre de graves révoltes civiles dans certaines régions, notamment dans le district de Göinge et dans le nord de la Scanie. Au XVIIe siècle, la Suède recourut à l'empalement contre les rebelles, connues sous le nom de snapphanar. La manière dont l'empalement était pratiqué pouvait faire durer le supplice de quatre à cinq jours.
La dernière révolte en Scanie eut lieu au XIXe siècle encore, mais à la fin de ce siècle, la province était considérée comme pleinement assimilée à la Suède.
Enfin, le Danemark essaya plusieurs fois de reconquérir la province, mais échoua à chaque fois. La dernière tentative date de 1710.

## Sources
- (en) Cet article est partiellement ou en totalité issu de l’article de Wikipédia en anglais intitulé « Skåneland » (voir la liste des auteurs).